# C'est bien ma veine
Pour les articles homonymes, voir Just My Luck.
Pour plus de détails, voir Fiche technique et Distribution.
C'est bien ma veine (Just My Luck) est un film britannique réalisé par John Paddy Carstairs, sorti en 1957.

## Synopsis
Pour acheter un collier de diamants à celle qu'il aime, Norman joue aux courses en plaçant tout sur un même jockey. Contre toute attente, il va réussir à la fois à gagner beaucoup d'argent et à se fiancer.

## Fiche technique
- Titre original : Just My Luck
- Titre français : C'est bien ma veine
- Réalisation : John Paddy Carstairs
- Scénario : Alfred Shaughnessy, Peter Blackmore
- Direction artistique : Ernest Archer
- Décors : Robert Cartwright
- Costumes : Yvonne Caffin
- Photographie : Jack E. Cox
- Son : Dudley Messenger, Bill Daniels
- Montage : Roger Cherrill
- Musique : Philip Green
- Production exécutive : Earl St. John
- Production : Hugh Stewart
- Société de production : The Rank Organisation
- Société de distribution : Rank Film Distributors
- Pays d'origine :  Royaume-Uni
- Langue originale : anglais
- Format : Noir et blanc — 35 mm — 1,75:1 — son mono
- Genre : Comédie
- Durée : 86 minutes
- Dates de sortie :
  - Royaume-Uni : 14 novembre 1957
  - France : 20 juin 1958

## Distribution
- Norman Wisdom : Norman Hackett
- Margaret Rutherford : Mme Dooley
- Jill Dixon : Anne
- Leslie Phillips : Richard Lumb
- Delphi Lawrence : Miss Daviot
- Joan Sims : Phoebe
- Edward Chapman : M. Stoneway
- Peter Copley : Gilbert Weaver
- Vic Wise : Eddie Diamond
- Marjorie Rhodes : Mme Hackett